# Божидар Абрашев
Божидар Абрашев (болг. Божидар Абрашев); нар. 28 березня 1936, Софія — пом. 6 листопада 2006, Софія — болгарський композитор та політик.

## Біографія

### Походження та освіта
Народився 28 березня 1936 в Софії, Болгарія. У 1960 закінчив «Композицію» у Державній музичній академії «Професора Панчо Владигерова».

### Професійна та політична кар'єра
З 1963 по 1966 був диригентом оркестру Державного ансамблю народних пісень і танців «Філіп Кутев», а з 1964 професор Академії музики. Викладає «Музичний аналіз», «Основи теорії музики». У 2001 став заступником ректора Академії.
У 1990 отримав вчене звання «професор», а рік по тому ступінь «доктора наук».
З 24 липня 2001 по 23 лютого 2005 — міністр культури в уряді Симеона II.
Помер 6 листопада 2006 від емболії в Софії.